# Viltjanka
Viltjanka (ryska: Вильчанка) är ett vattendrag i Belarus.   Det ligger i voblasten Mahiljoŭs voblast, i den nordöstra delen av landet, 180 km öster om huvudstaden Minsk.
Omgivningarna runt Viltjanka är en mosaik av jordbruksmark och naturlig växtlighet. Runt Viltjanka är det ganska tätbefolkat, med 192 invånare per kvadratkilometer.